# Стерегущий (корвет)
«Стерегу́щий» — корвет с управляемым ракетным вооружением военно-морского флота Российской Федерации, головной корвет проекта 20380.
В настоящее время несёт службу в составе соединения надводных кораблей Ленинградской военно-морской базы Балтийского флота.
Бортовой номер 550 (раньше 530).

## Строительство
Заложен на стапеле Северной верфи 21 декабря 2001 года, спущен на воду 16 мая 2006 года. Передан флоту 20 ноября 2007 года. Принят в состав ВМФ России 28 февраля 2008 года. Цена корабля составила 8 млрд руб.

## Служба
За 5 лет, с 2007 по 2013 год, корабль прошёл 50000 миль. Участник 3-го, 4-го и 5-го Международных морских салонов 2007, 2009 и 2011 годов (Санкт-Петербург), участник морских парадов на Неве в День Военно-Морского Флота России.
В 2009 году корвет участвовал в оперативно-стратегическом учении «Запад-2009». Принимал участие в совместных учениях «ПАССЕКС» в Финском заливе с фрегатом INS «Beas» (ВМС Индии), совместных учениях с французским десантным вертолётоносцем «Мистраль».
Летом 2013 года представлял ВМФ России на четырёхстороннем международном военно-морском учении ФРУКУС-2013, которое проходило с 25 июня по 2 июля в главной военно-морской базе Французских ВМС в Атлантике — г. Брест и в акватории, прилегающей к северо-западному побережью Франции. За время плавания корабль побывал с визитами в Голландских Ден-Хелдере и Роттердаме, Бельгийском Зебрюгге, где принял участие в праздновании дня ВМС Бельгии, а также побывал с неофициальным визитом в Стокгольме.
По информации на 20 июня 2014 года в рамках совместного учения Балтийского флота, Воздушно-десантных войск и Военно-воздушных сил России, проводимого в Калининградской области, в акватории Балтийского моря экипаж корвета «Стерегущий» уничтожил подводную лодку условного противника новейшим малогабаритным противолодочным комплексом «Пакет-НК». В роли субмарины условного противника действовала подводная лодка типа «Варшавянка».
3 августа 2014 года после обеда вместе с находящейся на расстоянии 1,7 морской мили от него ДЭПЛ проекта 877 «Палтус» был обнаружен кораблём ВМС Латвии P-09 «Резекне» (патрульный катер типа «Скрунда») в латвийской исключительной экономической зоне.
На 14 ноября 2014 года были намечены торпедные стрельбы из противолодочного комплекса «Пакет-НК» по мишени, имитирующей подводную лодку условного противника. Также были запланированы упражнения по постановке радиоэлектронных помех, по борьбе за живучесть корабля, по противодиверсионной обороне.
По состоянию на 1 апреля 2015 года завершил плановый ремонт.
В апреле 2015 года отряд кораблей Балтийского флота (корветы «Бойкий», «Стойкий», «Сообразительный» и «Стерегущий»), совместно с морской авиацией на полигоне в акватории Балтийского моря выполнил задачи по противовоздушной и противолодочной обороне. В ходе учения корабли провели артиллерийские стрельбы по морским и воздушным целям, нашли и уничтожили подводную лодку условного противника, отработали совместное маневрирование.
10 августа 2016 года в рамках плановой боевой учёбы выполнил артиллерийские стрельбы по морским и воздушным мишеням из артиллерийских корабельных комплексов АК-630 и А-190.
В начале 2023 года встал на ремонт и модернизацию в «Кронштадтский Морской завод» на установку 2 × 8 ЗРК «Редут» и 1 × 8 «Калибр».

## Командиры
- с июля 2009 — капитан 3-го ранга (с февраля 2011 г. — 2-го ранга) М. Буркин[12]
- с июля 2012 — капитан 3-го ранга Д. Артамонов
- с декабря 2015 — капитан 3-го ранга Е. А. Овсянников
- с июля 2018 — капитан 2-го ранга Ю.Н Сомов
- с февраля 2019 по настоящее время — капитан 3-го ранга К. А Татаринов
- на момент августа 2023 - капитан 2-го ранга А. А. Нечай[13]